# 6 (liczba)

## Historia symbolu
Cyfra sześć od samego początku miała wygląd zbliżony do współczesnego.
Jako pierwowzór współczesnego symbolu uznaje się znak użyty pierwszy raz przez hinduskich braminów. Glif ten tworzony był poprzez jedno pociągnięcie pióra i składał się z linii dolnej, pętli oraz linii górnej. Kiedy symbol został przyjęty przez arabskich uczonych, pominęli oni jego dolną część (linię poniżej pętli). Po przyjęciu przez Europejczyków zmiany były już niewielkie i wynikały głównie z chęci odróżnienia cyfry 6 od litery G.

## Sześć w matematyce
Dzielniki właściwe 6 to 1, 2 oraz 3. Jako że suma tych liczb jest równa sześć, jest to liczba doskonała. Najmniejsza nieabelowa grupa to symetryczna grupa S3, która ma 6 elementów (3!). Natomiast grupa S6 ma 720 elementów jest skończoną grupą symetryczną cechującą się automorfizmem zewnętrznym.
Sześć to:
- liczba ścian sześcianu,
- liczba wierzchołków ośmiościanu foremnego,
- liczba krawędzi czworościanu.

## Sześć w nauce
Sześć to:
- masa atomowa stabilnego izotopu litu 6Li,
- liczba atomowa węgla,
- liczba atomów w pierścieniach węglowych wielu związków organicznych (np. benzen),
- liczba atomów węgla w glukozie,
- numer obiektu z katalogu Messiera (jasność widzialna 4,5m), czyli gromada otwarta znana jako Gromada Motyl znajdująca się w gwiazdozbiorze Skorpiona (M6), jest ona bardzo młoda, bo ma tylko 51 mln lat,
- numer planetoidy (6) Hebe,
- oznaczenie ciała niebieskiego w Nowym Katalogu Ogólnym, czyli galaktyka spiralna leżąca w gwiazdozbiorze Andromedy (NGC 6),
- liczba nóg heksapoda, czyli zwierzęcia na sześciu nogach (owady),
- liczba atomów węgla w heksanie – przedrostek heksa- jest używany w nazwach substancji chemicznych zawierających łańcuch sześciu atomów węgla.

## Sześć w innych dziedzinach życia
Sześć to:
- liczba lat kadencji senatora USA,
- liczba stóp określających głębokość grobu w krajach anglosaskich,
- liczba strun w gitarze klasycznej,
- według Biblii, liczba dni potrzebna Bogu do stworzenia świata, szóstego dnia Bóg stworzył Adama i Ewę,
- według pitagorejczyków pierwsza liczba doskonała (nazywana przez nich „małżeństwem”, „zdrowiem” i „pięknem”)
- oznaczenie liczbowe oceny celujący, która jest najwyższa w skali używanej w polskich szkołach,
- największa liczba oczek na sześciennej kostce do gry,
- liczba ramion w gwieździe Dawida,
- liczba muzyków w sekstecie,
- numer znaku zodiaku Panna,
- liczba stóp daktylicznych w heksametrze,
- liczba paramit niezbędnych dla uzyskania nirwany,
- liczba doskonałości Wisznu,
- liczba materialnych poziomów świadomości według Czittamatry,
- liczba przypadków w językach słoweńskim, serbsko-chorwackim.

Poza tym:
- 6 znajduje się w tytule tomiku poezji A.A. Milne Teraz mamy 6 lat (ang. Now We Are Six),
- Numerolodzy uznają liczbę 6 za szczęśliwą,
- Luigi Pirandello napisał dramat Sześć postaci scenicznych w poszukiwaniu autora (wyd. 1921),
- niewyjaśnioną zdolność do wyczuwania różnych zjawisk nazywa się szóstym zmysłem,
- piłka siatkowa i hokej na lodzie to gry, gdzie walczą ze sobą dwie drużyny po 6 zawodników,
- Sekstant, to używany w przeszłości przyrząd nawigacyjny, pozwalający określać pozycję ciał niebieskich. Nazwa wzięła się z faktu, że przypomina {\displaystyle {\tfrac {1}{6}}} koła[1],
- w grze liczbowej Lotto losowane jest 6 z 49 numerowanych jednakowych kul.

Osoby związane z VI (szóstką):
- fikcyjna postać Durin VI
- Henryk VI
- patriarcha Konstantynopola Konstantyn VI
- król Chrystian VI Oldenburg
- papież Paweł VI
- Papież Aleksander VI
- książę Jan VI raciborski
- cesarz Iwan VI Romanow

## Sześć w kalendarzu
6. dniem w roku jest 6 stycznia. Zobacz też co wydarzyło się w 6 roku n.e.
6. miesiącem w roku jest czerwiec.